# Medusa (Trapeze)
Medusa è il secondo album in studio del gruppo musicale britannico Trapeze, pubblicato nel 1970.

## Tracce
1. Black Cloud – 6:13 (Mel Galley, Tom Galley)
2. Jury – 8:10 (M. Galley, T. Galley)
3. Your Love Is Alright – 4:54 (M. Galley, Glenn Hughes, Dave Holland)
4. Touch My Life – 4:06 (M. Galley, T. Galley)
5. Seafull – 6:34 (Hughes)
6. Makes You Wanna Cry – 4:41 (M. Galley, T. Galley)
7. Medusa – 5:40 (Hughes)

## Formazione
- Glenn Hughes – basso, voce
- Mel Galley – chitarra, voce
- Dave Holland – batteria